# Fatima Moreira de Melo
Fatima Moreira de Melo (ur. 4 lipca 1978 w Rotterdamie) – holenderska hokeistka na trawie. Trzykrotna medalistka olimpijska.
Jej ojciec jest Portugalczykiem. W reprezentacji Holandii debiutowała w 1997. Brała udział w trzech igrzyskach (IO 00, IO 04, IO 08), za każdym razem zdobywała medale: brąz w 2000, srebro w 2004 i złoto w 2008. Z kadrą brała udział m.in. w mistrzostwach świata w 1998 (srebro), 2002 (srebro) i 2006 (tytuł mistrzowski) oraz kilku turniejach Champions Trophy (zwycięstwa w 2000, 2004, 2005, 2007) i mistrzostw Europy (złoto w 1999 i 2005). Łącznie w kadrze rozegrała 257 spotkań (34 gole).
Po zakończeniu kariery hokeistki znana z gry w pokera.